# 貪食杜父魚
貪食杜父魚為輻鰭魚綱鮋形目杜父魚亞目杜父魚科的其中一種。分布於美國華盛頓州及奧勒岡州的溪流，主要棲息在河川上游沙礫石底質的小溪或湧泉區，體長可達11公分。

## 擴展閱讀
維基物種上的相關：貪食杜父魚